# Valdis Dombrovskis

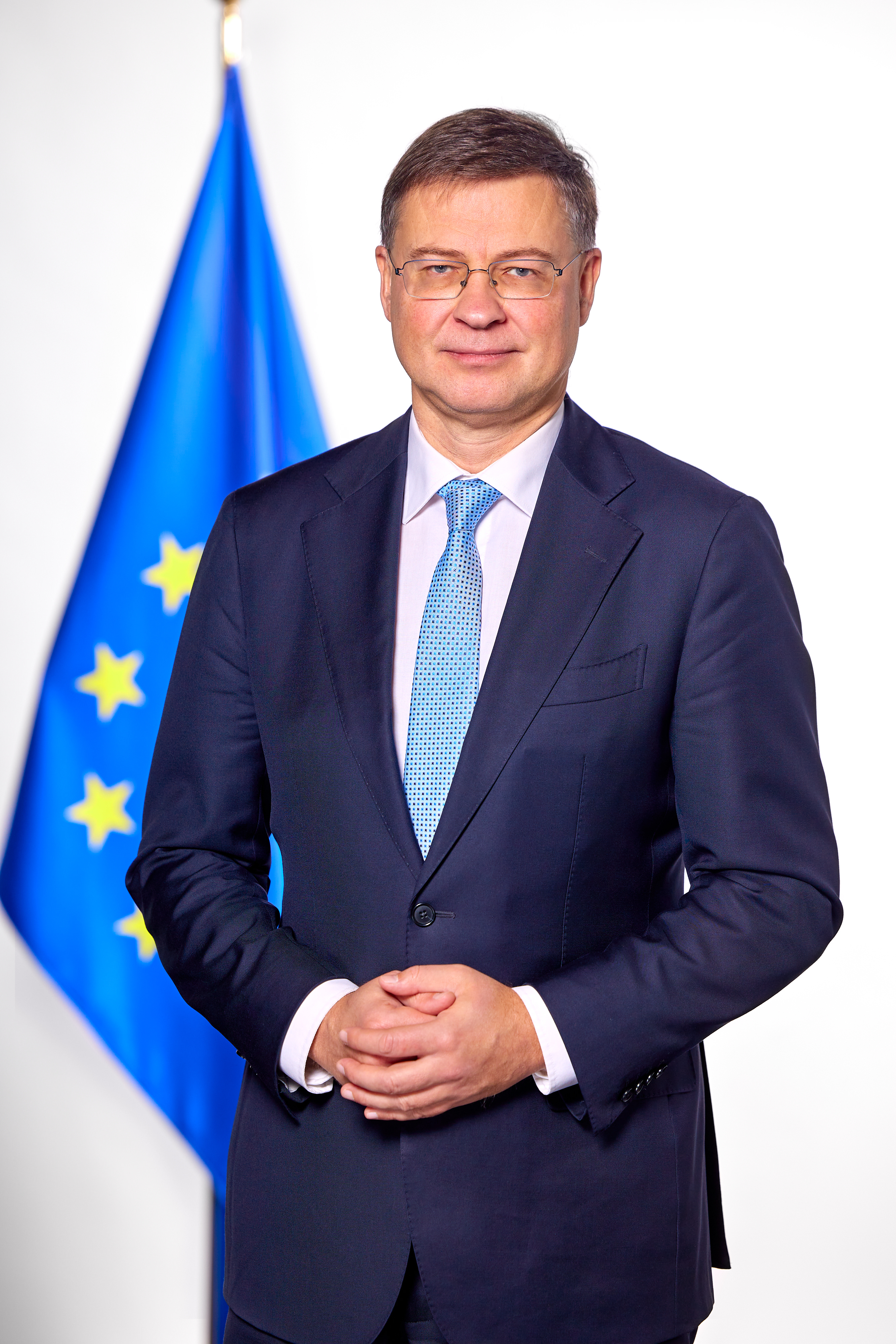
Valdis Dombrovskis (2024)

Valdis Dombrovskis (* 5. August 1971 in Riga, damals Lettische SSR) ist ein lettischer Politiker der Partei Vienotība. Er war vom 12. März 2009 bis zum 27. November 2013 Ministerpräsident seines Landes. Von Juni bis November 2014 war er Mitglied des Europäischen Parlamentes. In der Kommission Juncker war er als einer der Vizepräsidenten von 2014 bis 2019 Kommissar für den Euro und den sozialen Dialog.
Von 2019 bis 2024 war er in der Kommission von der Leyen I geschäftsführender Vizepräsident und zunächst bis 2020 Kommissar für Finanzdienstleistungen, Finanzstabilität und die Kapitalmarktunion. Anfang September 2020 wechselte er auf den Posten des Kommissars für Handel. 
Seit 2024 ist er Kommissar für Wirtschaftlichkeit und Produktivität in der Kommission von der Leyen II.

## Leben
Valdis Dombrovskis besuchte die Schule im Rigaer Stadtteil Iļģuciems (deutsch: Ilgezeem). Danach studierte er Physik an der Universität Lettlands (Bachelor 1993) und Wirtschaftswissenschaften für Ingenieure an der Rigaer Technischen Universität (Bachelor 1995). Von 1995 bis 1996 arbeitete er als Laborassistent am Institut für Physik der Johannes Gutenberg-Universität Mainz und erhielt 1996 den Magister-Grad der Universität Lettlands. Danach war er am Institut für Festkörperphysik der Universität Lettlands und von 1997 bis 1998 als Forschungsassistent an der University of Maryland (College Park) in den USA beschäftigt. Ab 1998 arbeitete er als Spezialist für Makroökonomie bei der Lettischen Staatsbank.

## Politik
Dombrovskis war 2002 Gründungsmitglied der Partei Jaunais Laiks. Parteivorsitzender war sein ehemaliger Vorgesetzter bei der Staatsbank Einārs Repše.
Vom 7. November 2002 bis 9. März 2004 war er lettischer Finanzminister in der Regierung Repše. Von 2004 bis 2009 saß er als Abgeordneter der Fraktion Europäische Volkspartei – Europäische Demokraten im Europaparlament. Bei den Parlamentswahlen 2006 war er Spitzenkandidat von Jaunais Laiks. 

### Lettischer Ministerpräsident
Nach dem Rücktritt von Ministerpräsident Ivars Godmanis wurde er am 26. Februar 2009 von Staatspräsident Zatlers mit der Bildung einer neuen Regierung beauftragt. Am 12. März wurde seine Regierung – das Kabinett Dombrovskis I – von der Saeima bestätigt. Obwohl er ab März 2010 ein Minderheitskabinett führen musste, war seine Tätigkeit in der schwierigen Zeit einer Finanzkrise verhältnismäßig erfolgreich. Deshalb wurde er zum Spitzenkandidaten des Parteienbündnisses Vienotība für die Parlamentswahlen 2010 gewählt. Dombrovskis Partei wurde stärkste Kraft im Lande und er selbst Ministerpräsident einer Koalition aus Vienotība und Zaļo un Zemnieku savienība, welche mit 62 von 100 Sitzen im Parlament vertreten war. Er bildete sein zweites Kabinett. 
Nach den Wahlen zur 11. Saeima 2011 wurde er am 19. Oktober vom Staatspräsidenten erneut mit der Regierungsbildung betraut (Kabinett Dombrovskis III).
Am 27. November 2013 erklärte Dombrovskis seinen Rücktritt als Ministerpräsident, blieb aber zunächst geschäftsführend im Amt. Er übernahm damit die politische Verantwortung für den Einsturz eines Supermarktes in der Hauptstadt Riga, bei dem am 21. November 2013 mindestens 54 Menschen gestorben waren. Seine Nachfolgerin wurde Laimdota Straujuma, die unter Dombrovskis seit Oktober 2011 als Landwirtschaftsministerin amtierte.

### EU-Kommissar
Zur Europawahl 2014 wollte Valdis Dombrovskis Kandidat der Europäischen Volkspartei (EVP) für das Amt des EU-Kommissionspräsidenten werden; er zog seine Kandidatur aber einen Tag vor dem EVP-Parteitag zurück. Als Kandidat der EVP wurde der ehemalige Luxemburger Ministerpräsident Jean-Claude Juncker gewählt. Dombrovskis trat daraufhin als Spitzenkandidat der Vienotība für die Europawahl in Lettland 2014 an. Mit 46,19 % wurde die Vienotība deutlich stärkste Kraft vor der Nationalpartei; damit zog Dombrovskis ins EU-Parlament ein.
Als Jonathan Hill nach dem Referendum über den Verbleib des Vereinigten Königreichs in der Europäischen Union am 25. Juni 2016 als Finanzmarktkommissar der EU zurückgetreten war, übertrug Kommissionspräsident Juncker nach Rücksprache mit Martin Schulz, dem Präsidenten des Europäischen Parlamentes, Valdis Dombrovskis umgehend Hills Geschäftsbereich (bis zum 15. Juli kommissarisch, insofern Hills Rücktritt zu diesem Datum rechtswirksam wird).
Am 1. Dezember 2019 wurde Valdis Dombrovskis in der Kommission von der Leyen I Vizepräsident und Kommissar für Finanzdienstleistungen, Finanzstabilität und die Kapitalmarktunion. Nach dem Rücktritt von Phil Hogan Anfang September 2020 übertrug Ursula von der Leyen Dombrovskis dessen Aufgabenbereich als Kommissar für Handel und holte Mairead McGuinness als Koordinatorin für die Wirtschaftspolitik auf Dombrovskis alte Position.
Bei der Europawahl 2024 wurde Valdis Dombrovskis mit der höchsten Stimmenzahl aller Kandidaten in Lettland in das Europäische Parlament gewählt.
Am 1. Dezember 2024 wurde Dombrovskis zum Kommissar für Wirtschaftlichkeit und Produktivität sowie Umsetzung und Vereinfachung in der Kommission von der Leyen II ernannt.

## Privat
Dombrovskis spricht Lettisch, Deutsch, Englisch und Russisch. Er ist mit Ārija Dombrovska verheiratet.